# جبار (درونغر)
جبار (بالفارسية: جبار) هي قرية تقع في إيران في قسم درونغر الريفي. يقدر عدد سكانها بـ 136 نسمة بحسب إحصاء 2016.